# Parafia Wniebowzięcia Najświętszej Maryi Panny w Symferopolu
Parafia Wniebowzięcia Najświętszej Maryi Panny w Symferopolu – rzymskokatolicka parafia znajdująca się w diecezji odesko-symferopolskiej w dekanacie krymskim. Opiekę nad parafią sprawują księża diecezjalni. Od 2013 siedziba biskupa pomocniczego diecezji odesko-symferopolskiej Jacka Pyla OMI.
Murowany kościół katolicki w Symferopolu został zbudowany w 1840. Słownik Geograficzny Królestwa Polskiego podaje, że symferopolska parafia w 1890 liczyła 2600 wiernych (z czego 1800 było Polakami). Ostatni proboszcz ks. Józef Graf został aresztowany przez bolszewików w 1927. W 1935 kościół został zamknięty a w 1974 przebudowany przez komunistyczne władze na sklep.  Odrodzenie parafii nastąpiło w 1993. Od 1995 msze święte sprawowane są regularnie. W 1997 parafia nabyła dom, w którym powstała kaplica.